# Bestwood St. Albans
Bestwood St. Albans var en civil parish 1877–2018 när det uppgick Bestwood Village och St. Albans, distriktet Gedling i Storbritannien. Den ligger i grevskapet Nottinghamshire och riksdelen England, i den sydöstra delen av landet, 180 km norr om huvudstaden London. Civil parish hade 5 259 invånare år 2011.